# Nišio
Nišio (japonsky 西尾市) je město v prefektuře Aiči v Japonsku. K roku 2018 v něm žilo bezmála 170 tisíc obyvatel.

## Poloha
Nišio leží na břehu zálivu Mikawa patřícího k Filipínskému moři, na jižním pobřeží největšího japonského ostrova Honšú. Je vzdáleno přibližně pětatřicet kilometrů jižně od Nagoji, správního střediska prefektury, a leží západně od Okazaki.

## Dějiny
Nišio vzniklo kolem hradu, jehož dějiny sahají do 13. století. Od začátku 17. století se v okolí pěstuje čaj, přičemž z oblasti pochází téměř 30 % japonského čaje typu mačča.
Současný správní status má město od 15. prosince 1953.